# Puchar Niemiec w piłce nożnej (1963/1964)
Puchar Niemiec w piłce nożnej mężczyzn 1963/1964 – 21. edycja rozgrywek mających na celu wyłonienie zdobywcy Pucharu Niemiec, który uzyskał tym samym prawo gry w kwalifikacjach Pucharu Zdobywców Pucharów (1964/1965). Tym razem trofeum wywalczył TSV 1860 Monachium. Finał został rozegrany na Neckarstadion w Stuttgarcie.

## Plan rozgrywek
Rozgrywki szczebla centralnego składały się z 5 części:
- Runda 1: 7-15 kwietnia 1964
- Runda 2: 22 kwietnia-2 maja 1964
- Ćwierćfinał: 20 maja 1964
- Półfinał: 3 czerwca 1964
- Finał: 13 czerwca 1964 roku na Neckarstadion w Stuttgarcie

## Pierwsza runda
Mecze rozegrano od 7 do 15 kwietnia 1964 roku.
| Drużyna 1               | Wynik      | Drużyna 2                |
| ----------------------- | ---------- | ------------------------ |
| Hamburger SV            | 1:1 (dog.) | SpVgg Fürth              |
| Meidericher SV          | 1:2 (dog.) | Hertha BSC               |
| VfL Wolfsburg           | 0:2        | Eintracht Frankfurt      |
| Wormatia Worms          | 2:3        | Hessen Kassel            |
| Stuttgarter Kickers     | 0:3        | Phönix Ludwigshafen      |
| Werder Brema            | 0:2        | Schalke Gelsenkirchen    |
| FC Köln                 | 3:2 (dog.) | 1. FC Nürnberg           |
| Eintracht Trewir        | 1:1 (dog.) | Hannover 96              |
| Altonaer FC 93          | 2:1        | Borussia Mönchengladbach |
| Eintracht Gelsenkirchen | 0:2        | Duisburger SpV           |
| Preußen Münster         | 1:3        | Karlsruher SC            |
| 1. FC Saarbrücken       | 6:1        | Tennis Borussia Berlin   |
| Eintracht Brunszwik     | 3:0        | VfL Osnabrück            |
| TSV 1860 Monachium      | 2:0        | Borussia Dortmund        |
| FC Kaiserslautern       | 2:0        | Wuppertaler SV           |
| VfB Stuttgart           | 2:2 (dog.) | SSV Reutlingen 05        |

### Mecze przełożone
| Drużyna 1         | Wynik      | Drużyna 2        |
| ----------------- | ---------- | ---------------- |
| SpVgg Fürth       | 2:1 (dog.) | Hamburger SV     |
| Hannover 96       | 4:0        | Eintracht Trewir |
| SSV Reutlingen 05 | 0:4        | VfB Stuttgart    |

## Druga runda
Mecze rozegrano od 22 kwietnia do 2 maja 1964 roku.
| Drużyna 1           | Wynik      | Drużyna 2             |
| ------------------- | ---------- | --------------------- |
| Eintracht Frankfurt | 6:1        | Hessen Kassel         |
| Phönix Ludwigshafen | 1:2        | Schalke Gelsenkirchen |
| Hertha BSC          | 4:2        | SpVgg Fürth           |
| FC Köln             | 3:0 (dog.) | Hannover 96           |
| FC Altona 93        | 2:1        | Duisburger SV         |
| 1. FC Saarbrücken   | 2:1 (dog.) | Eintracht Brunszwik   |
| TSV 1860 Monachium  | 4:2        | FC Kaiserslautern     |
| Karlsruher SC       | 2:1        | VfB Stuttgart         |

## Ćwierćfinały
Mecze rozegrano 20 maja 1964 roku.
| Drużyna 1           | Wynik | Drużyna 2             |
| ------------------- | ----- | --------------------- |
| Eintracht Frankfurt | 2:1   | Schalke Gelsenkirchen |
| Hertha BSC          | 4:2   | FC Köln               |
| FC Altona 93        | 2:1   | Karlsruher SC         |
| 1. FC Saarbrücken   | 1:3   | TSV 1860 Monachium    |

## Półfinały
Mecze rozegrano 3 czerwca 1964 roku.
| Drużyna 1           | Wynik      | Drużyna 2          |
| ------------------- | ---------- | ------------------ |
| Eintracht Frankfurt | 3:1        | Hertha BSC         |
| FC Altona 93        | 1:4 (dog.) | TSV 1860 Monachium |

## Finał
| 13 czerwca 1964 16:00 CEST | TSV 1860 Monachium · Kohlars 43' · Brunnenmeier 63' | 2:01:0Raport | Eintracht Frankfurt | Neckarstadion, Stuttgart Widzów: 45 000 Sędzia: Johannes Maika (Herten) |
|                            |                                                     |              |                     |                                                                         |

| TSV 1860 MONACHIUM: |   |                     |
|                     |   |                     |
| BR                  | 1 | Petar Radenković    |
| OB                  |   | Manfred Wagner      |
| OB                  |   | Rudolf Steiner      |
| OB                  |   | Rudolf Zeiser       |
| OB                  |   | Alfons Stemmer      |
| PO                  |   | Otto Luttrop        |
| PO                  |   | Wilfried Kohlars    |
| PO                  |   | Hans Küppers        |
| NA                  |   | Engelbert Kraus     |
| NA                  |   | Rudolf Brunnenmeier |
| NA                  |   | Alfred Heiß         |
| Trener:             |   |                     |
| Max Merkel          |   |                     |

| EINTRACHT FRANKFURT: |   |                 |
|                      |   |                 |
| BR                   | 1 | Egon Loy        |
| OB                   |   | Friedel Lutz    |
| OB                   |   | Hermann Höfer   |
| OB                   |   | Dieter Lindner  |
| OB                   |   | Ludwig Landerer |
| PO                   |   | Dieter Stinka   |
| PO                   |   | Horst Trimhold  |
| NA                   |   | Erwin Stein     |
| NA                   |   | Helmut Kraus    |
| NA                   |   | Wilhelm Huberts |
| NA                   |   | Lothar Schämer  |
| Trener:              |   |                 |
| Ivica Horvat         |   |                 |

| Puchar Niemiec w piłce nożnej 1963–1964 Zwycięzcy |
| ------------------------------------------------- |
| TSV 1860 Monachium 2. Tytuł                       |